# Freyella hexactis
Freyella hexactis is een zeester uit de familie Freyellidae.
De wetenschappelijke naam van de soort werd in 1957 gepubliceerd door Baranova.